# La Diamond
La Diamond, nombre artístico de Enrico La Rocca (6 de mayo de 1987), es una drag queen y diseñadora de vestuario italiana originaria de Riesi, Sicilia. Descrita como una de las drag queens más conocidas y apreciadas de Italia por la revista Out, comenzó a hacer drag en Roma en 2011. La Diamond saltó a la fama al ganar la segunda temporada de Drag Race Italia en 2022.

## Vida y carrera
La Rocca nació el 7 de mayo de 1987 y se crio en el municipio Riesi, Provincia de Caltanissetta de Sicilia. Ha mostrado interés por la moda desde temprana edad influenciado por su abuela y su madre, quienes trabajaban como estilistas en un taller familiar. Se mudó a Roma para asistir a la academia de moda y luego trabajó como diseñador para Valentino.
En 2011, La Rocca comenzó a hacer drag como La Diamond en el bar gay Muccassassina de Roma, donde aún reside. Citó a diseñadores como Alexander McQueen, John Galliano y Thierry Mugler, junto con artistas como Marilyn Monroe, Dita Von Teese, Amanda Lepore y Grace Jones como sus influencias estilísticas. Ella describió a los concursantes de Drag Race Farida Kant, Le Riche, Nehellenia y Aura Eternal como su "familia drag". En 2018, La Diamond ganó el título de Miss Drag Queen Lazio.
La Rocca declaró que filmó varias escenas para La casa Gucci de 2021 con Lady Gaga, que finalmente se eliminaron de la película, pero aún se pueden ver en el avance oficial.
El 30 de septiembre de 2022, fue anunciada como concursante de la segunda temporada de Drag Race Italia. Como parte de la promoción del programa, La Diamond junto con otras nueve concursantes apareció en la portada de la revista italiana Vanity Fair. Durante la competición, ganó cuatro de los siete desafíos principales, que incluyeron: diseño, Snatch Game, improvisación y roast challenge. Durante la gran final, que se emitió el 8 de diciembre, La Diamond fue declarada ganadora y recibió el título de Nueva Superestrella Drag Italiana y un contrato de un año con MAC Cosmetics como embajadora de su marca.

## Filmografía
| Año  | Título           | Papel      | Notas                               |
| ---- | ---------------- | ---------- | ----------------------------------- |
| 2022 | Drag Race Italia | Ella misma | Temporada 2, Concursante (Ganadora) |

## Discografía
| Año  | Título                                                   |
| ---- | -------------------------------------------------------- |
| 2022 | "Portento (Na Na Na Na)" (como el grupo de chicas 4Tune) |

## Premios y nominaciones
| Año  | Premio                | Categoría          | Obra               | Resultado | Referencias |
| ---- | --------------------- | ------------------ | ------------------ | --------- | ----------- |
| 2022 | Magnifica Awards Roma | Revelación del año | "Portento" (4Tune) | Ganadora  | [ 6 ]       |

| Predecesora: Elecktra Bionic | Ganadora de Drag Race Italia 2022 | Sucesora: Lina Galore |